# Montañas Saur
Las montañas Saur (chino: 萨吾尔山; pinyin: Sàwú'ěr Shān; kazajo: Сауыр жоталары, Saýyr jotalary; ruso: Саур) es una de las cadenas montañosas del sistema de Tian Shan. Es una extensión oriental de las Montañas Tarbagatai, que comienza en la frontera entre China y Kazajistán y continúa hacia el este hasta China, donde forma la frontera entre el condado autónomo de Hoboksar Mongol y el condado de Jeminay de Xinjiang. 
El pico más alto de la cordillera, y de todo el sistema montañoso de Saur-Tarbagatai, es el Sauyr Zhotasy, también conocido como Muz Tau. 
Los arroyos que fluyen hacia el sur desde Saur hacen posible la agricultura de regadío, aunque en una escala muy limitada, en sus valles en el condado de Hoboksar. Uno de ellos llega hasta el gran oasis visto en Google Maps a 46°10′00″N 86°25′00″E / 46.16667, 86.41667, en la parte sur del municipio de Xiazigai (夏孜 盖 乡, Xiàzīgài xiāng). Aparentemente, se trata de arroyos como este que los geógrafos chinos describen como "ríos estacionales que provienen de las montañas del norte", cuyas aguas ocasionalmente llegan al lago Manas.